# Габелия, Отар Амвросиевич
Отар Амвросиевич Габелия (груз. ოთარ ამბროსის ძე გაბელია; род. 24 марта 1953, Зугдиди) — советский и грузинский футболист, вратарь, тренер. Заслуженный мастер спорта СССР (1981).

## Биография
Мегрел. Начинал в дворовом футболе в Зугдиди. С 1966 года — воспитанник школы «Динамо» (Зугдиди), участвовал в районных и городских соревнованиях, играл в турнире «Кожаный мяч». Начинал как нападающий, однако в силу нескольких обстоятельств стал вратарем. Чуть позже заболел плевритом, из-за последствий которого решил остаться вратарем.
Выступал за «Динамо» (Зугдиди) — 1970—1971, «Динамо» (Сухуми) — 1972—1973, «Торпедо» (Кутаиси) — 1974—1976, 1983.
В 1977, сразу после свадьбы, отправился в «Динамо» (Тбилиси), где его ждал Нодар Ахалкаци. За клуб выступал 5 лет. В 1978 году ему не хватило двух игр из необходимых 16-ти, чтобы получить медаль чемпиона страны.
Сыграл 1 матч в составе сборной СССР — товарищеский матч против сборной ФРГ (1:3) в 1979 году.
В 1983 отыграл сезон в «Торпедо» (Кутаиси). В 1985—1986, 1988—1989 снова играл за «Динамо». В 1987 играл за «Гурию» (Ланчхути), был капитаном команды. В высшей лиге чемпионата СССР по футболу провёл 300 матчей («Динамо» Тбилиси — 271).
Главный тренер «Одиши» (Зугдиди) — 1990—1992 (по июнь), «Алазани» (Гурджаани) — 1992/93, «Дуруджи» (Кварели) — с июля 1993 по февраль 1995, «Алгети» (Марнеули) — 1995/96, 1996/97, ТГУ (Тб) — 1997 (с июля) по 1999 (1-я пол.). Тренер сборной Грузии — 1990, с 1994, в 2001—2003.
В 2001—2002 возглавлял «Мерани».
Во второй половине 2003 года работал главным тренером клуба «Сиони».
С 4 февраля 2004 года, после увольнения бразильского специалиста Жоао Пауло ди Кампуша, возглавил «Торпедо» (Кутаиси). По итогам сезона команда заняла 7-е место (при снятии бразильца также шла на 7-м месте). В сезоне 2004/05 «Торпедо» первую половину чемпионата закончило вровень с тбилисским «Динамо», однако в зимнем перерыве кутаисская команда понесла существенные кадровые потери, лишившись трёх ведущих игроков: ушли Бабунашвили, Стуруа и Тодуа. В итоге в четырёх стартовых матчах второй половины чемпионата кутаисцы потерпели три поражения при одной ничьей и безнадежно отстали от «Динамо». Тем не менее «Торпедо» сумело остаться на второй строчке турнирной таблицы. Габелия покинул клуб после матчей Кубка УЕФА против БАТЭ, до старта сезона 2005/06.
С июня 2009 по сентябрь 2011 — главный тренер молодёжной сборной Грузии. Покинул пост после поражений в играх со сборной Испании (2:7, 0:2) в отборочном цикле чемпионата Европы 2013 года.
Окончил Институт субтропического хозяйства, специальность — агроном.
Отец Амвросий в течение 15 лет был директором совхоза. У Отара Габелии трое сыновей. Георгий — футбольный вратарь.

## Достижения

### Командные
- Обладатель Кубка обладателей кубков 1981[11]. В еврокубках — 32 матча (КЕЧ — 4, КОК — 17, КУЕФА — 11)[12][13].
- Чемпион СССР 1978 (однако из-за малого количества игр медали не получил). 2-й призёр чемпионата СССР 1977; 3-й призёр 1981.
- Обладатель Кубка СССР 1979 (в послематчевых пенальти отразил 3 удара); финалист Кубка 1980.
- 2-й призёр Спартакиады народов СССР: 1979.

### Личные
- В списке 33 лучших футболистов сезона: № 2 (1979)
- Лучший вратарь СССР (приз журнала «Огонёк»): 1979
- Входит в символический «Клуб Л. Яшина» (131 матч без пропущенных голов)
- Орден Чести (1998)